# Beaker
Beaker — веб-браузер с открытым исходным кодом нацеленный на работу в децентрализованной всемирной паутине.
Разрабатывается компанией Blue Link Labs.
Beaker предоставляет пользователю инструменты для публикации веб-сайтов прямо из браузера; все файлы и сайты передаются с использованием протокола Dat,
браузер также поддерживает протокол HTTP.
Для Beaker запущен облачный сервис Hashbase, позволяющий поддерживать постоянный доступ к Dat-сайтам, чьи локальные копии недоступны.
Beaker построен на основе Electron и использует Chromium для рендеринга веб-страниц.